# Trent Seven
Benjamin Maurice Webb (Wolverhampton, 21 de agosto de 1981) é um lutador de luta livre profissional inglês que atualmente trabalha para a WWE no NXT, sob o nome de ringue Trent Seven.
Seven e Tyler Bate formam a dupla Moustache Mountain, que coletivamente conquistou o Progress Tag Team Championship e o RPW Undisputed British Tag Team Championship no Reino Unido, e o Chikara Campeonatos de Parejas e Campeonato de Duplas do NXT nos Estados Unidos. Seven, Bate e Pete Dunne coletivamente formam o "British Strong Style". Seven também compete como um lutador individual, sendo um ex-ICW World Heavyweight Champion.

## Carreira de ator
Seven, sob seu nome verdadeiro Ben Webb, apareceu no filme de 2017 Transformers: The Last Knight, como o personagem Hengist.

## Vida pessoal
Webb reside em Wolverhampton, West Midlands. Ele é vegano.

## No wrestling
- Movimentos de finalização
  - Seven Stars Lariat (Wrist-lock transicionado em um short-arm lariat [1]
  - Seventh Heaven (Spinning piledriver)[1]
- Movimentos secundários
  - Overhead chop
  - Piledriver
  - Spinning backfist
  - Vertical suplex
- Temas de entrada
  - "Seven Nation Army" por The White Stripes[4]
  - "Love is Blindness" por Jack White[4] (usado enquanto time com Pete Dunne)
  - "Sledgehammer" por Peter Gabriel (usado enquanto time com Tyler Bate como Moustache Mountain)
  - "Arena Nation Rock" por David Imhof (WWE/NXT/WWE UKCT) 2017
  - "Mustache Mountain" por CFO$ (NXT) 2017 - presente

## Títulos e prêmios
- Attack! Pro Wrestling
  - Attack! 24:7 Championship (1 vez)[5]
- Chikara
  - Chikara Campeonatos de Parejas (1 vez) – com Tyler Bate[6]
  - King of Trios (2017) – com Pete Dunne e Tyler Bate[7]
- Fight Club: Pro
  - FCP Championship (1 vez)[8]
  - FCP Tag Team Championship (1 vez, atual) – com Tyler Bate[9]
  - Infinity Trophy (2013)[10]
- Insane Championship Wrestling
  - ICW World Heavyweight Championship (1 vez)
- Progress Wrestling
  - Progress Tag Team Championship (3 vezes) – com Pete Dunne (1)[11] e Tyler Bate (2)[12]
- Revolution Pro Wrestling
  - RPW Undisputed British Tag Team Championship (1 vez) – com Tyler Bate
- Wrestling GO!
  - Wrestling GO! 24/7 Watermelon Championship (2 vezes, atual)[13]
- Wrestling Observer Newsletter
  - Luta 5 estrelas (2018) com Tyler Bate vs. Kyle O'Reilly e Roderick Strong em 11 de julho[14]
- WWE
  - NXT Tag Team Championship Invitational (2018) – com Tyler Bate
  - NXT Tag Team Championship (1 vez) - com Tyler Bate